# 科里奥
科里奥（意大利语：Corio），是意大利北部皮埃蒙特大区都灵省的一个市镇。总面积41.4平方公里，总人口3410，人口密度82.4人/平方公里（2010年12月31日）。